# 風来坊探偵シリーズ
『風来坊探偵シリーズ』（ふうらいぼうたんていシリーズ、Wandering Detective series）は、日本映画のシリーズ。主演：千葉真一、監督：深作欣二、製作：ニュー東映。

## 概要
風来坊探偵こと西園寺五郎が依頼された各地へ訪れ、型破りな捜査で事件の真相を究明するシリーズ。出演者は千葉真一（西園寺五郎）のみ全作を通して登場し、映画スタッフも共通しているが、ストーリー・舞台は全くの別物なので、千葉と“拳銃コンビ”を組む曽根晴美や、北原しげみ・小林裕子・故里やよいら、両作に出演する俳優は役柄が替わり、出演した。本シリーズは同年の『ファンキーハットの快男児シリーズ』、1966年の『カミカゼ野郎 真昼の決斗』、1968年から1973年に放送された『キイハンター』の原型かつ先駆けとなる作品である。

## 全作品
※主要キャストのクレジット表記順。

### 風来坊探偵 赤い谷の惨劇
- 出演 - 千葉真一・曽根晴美・北原しげみ・小林裕子・故里やよい・宇佐美淳也・須藤健
- 監督 - 深作欣二
- 脚本 - 松原佳成・神波史男
- 製作 - ニュー東映
- 公開 - 1961年6月9日（ 日本）

### 風来坊探偵 岬を渡る黒い風
- 出演 - 千葉真一・曽根晴美・北原しげみ・小林裕子・故里やよい・永田靖・松本克平
- 監督 - 深作欣二
- 脚本 - 松原佳成・神波史男
- 製作 - ニュー東映
- 公開 - 1961年6月23日 ()

## 製作
主人公・西園寺五郎が駆使するウィンチェスターM1892は、千葉真一に合わせてカスタマイズされたものである。本シリーズの助監督である小西通雄が千葉の腕を測り、小道具担当者が用意した。『拳銃無宿』のスティーブ・マックイーンが、銃身を切り詰めたウィンチェスターM1892を回転させて抜き撃ちするスタイルが話題になっており、それをオマージュしたものである。この時の打ち合わせで深作欣二は、「俺も最初の作品だから、千葉くん、頑張っていい作品を撮ろうな。身体を鍛えておいてくれ。ケガすんなよ」と声をかけている。
東映は業績が良かったので量産していく意図があり、日活の無国籍アクションをイメージしたものを撮るように指示されていた深作欣二だが、出来上がった全作はテンポが速く、のんびりで叙情的な日活映画と全く異る展開が繰り広げられており、本シリーズはスピーディーかつ乾いたテイストで仕上げられている。室田日出男は第一作で端役だが、第二作はより重要な役をキャスティングされていた。しかし第一作の浅間山で行われたロケーション撮影の夜、酒を飲んで暴れ、ホテルのガラス扉をたたき割り、怒った深作は室田を本シリーズから降板させた。